# فيكس (علامة تجارية)
فيكس (بالإنجليزية: Vicks)‏ هي علامة تجارية أمريكية للأدوية التي لا تستلزم وصفة طبية، وهي مملوكة من قبل الشركات الأمريكية بروكتر وغامبل وهيلين أوف تروي المحدودة. تقوم فيكس بتصنيع نايكويل والأدوية الشقيقة دايكويل. تنتج ماركة فيكس أيضًا أدوية السعال فورمولا 44 وأقراص السعال وفيكس فابوراب وعددًا من علاجات التنفس عن طريق الاستنشاق. في معظم تاريخها، تم تصنيع منتجات فيكس من قبل شركة ريتشاردسون-فيكس. المملوكة للعائلة، ومقرها في جرينسبورو بولاية نورث كارولينا. تم بيع الشركة في النهاية لشركة بروكتر وغامبل في عام 1985. قامت شركة بروكتر وغامبل بتجريد شركة فيكس فابوستيم الأمريكية لاستنشاق السائل وبيعها إلى هيلين أوف تروي في عام 2015.

## تاريخ
في عام 1890، تولى الصيدلاني لونسفورد ريتشاردسون من سيلما بولاية نورث كارولينا، إدارة تجارة الأدوية بالتجزئة لصهره الدكتور جون فيك، من جرينسبورو بولاية نورث كارولينا. بعد أن رأى الدكتور جون فيك إعلانًا عن بذور فيك، بدأ لونسفورد ريتشاردسون في تسويق علاجات عائلة فيك. تضمنت المكونات الأساسية للمجموعة زيت الخروع، والمرطبات، وطارد الدود «بالرصاص الميت». كان العلاج الأكثر شيوعًا هو خانوق ومرهم ذات الرئة، والذي تضاعف لأول مرة في عام 1891، في جرينسبورو. تم تقديمه في عام 1905 باسم فيكس ماجيك كروب سالف وتم تغيير علامته التجارية إلى فابوراب في عام 1912 بتحريض من سميث ريتشاردسون، الابن الأكبر للنسفورد؛ اكتسب سميث خبرة قيّمة في المبيعات والتسويق أثناء عمله لفترة في نيويورك وماساتشوستس بعد التحاقه بالجامعة. تولى سميث ريتشاردسون رئاسة الشركة عام 1919 بعد وفاة والده.
أدى وباء الإنفلونزا عام 1918 إلى زيادة مبيعات فابو رب من 900 ألف دولار إلى 2.9 مليون دولار في عام واحد فقط. في عام 1931، بدأت الشركة في بيع أدوية السعال. في عام 1948، أصبح إدوارد مابري رئيسًا لشركة فيكس، التي كانت تعرف آنذاك باسم شركة فيك للكيماويات. في عام 1952، بدأ فيكس في بيع شراب السعال، وفي عام 1959 قدموا ساينكس بخاخ الأنف. بدأت الشركة بيع نايكويل في عام 1966. أصبحت الشركة الأم ريتشاردسون ميريل ثم في عام 1982 تم تقسيمها إلى شركة الأدوية التي تستلزم وصفة طبية ميريل دو (تم بيعها لشركة داو كيميكال) وشركة الأدوية التي لا تستلزم وصفة طبية ريتشاردسون-فيكس التي احتفظت بعلامة فيكس التجارية.
في عام 1985، تم بيعه لشركة بروكتر وغامبل، ومنذ ذلك الحين قامت شركة بروكتر وغامبل بتسويق المنتج على أنه «الشيء الوحيد الأقوى من لمسة الأم».
في مارس 2015، باعت شركة بروكتر وغامبل أعمال فيكس فابوستيم الأمريكية لشركة هيلين أوف تروي المحدودة.

## السوق الدولية
في اليابان، يتم توزيع المنتج بواسطة تايشو الدوائية، وفي الهند يتم تصنيعه بواسطة بي آند جي. في بلجيكا، يتم استيراد المنتج بواسطة بروكتر وغامبل ويسمى «فيكس». في إندونيسيا، تم تصنيع فيكس بواسطة برافا، وهي شركة تابعة لشركة داريا-فاريا ومرخصة لشركة بروكتر وغامبل.
في البلدان الناطقة بالألمانية، تم تغيير اسم العلامة التجارية فيكس إلى ويك لتجنب الدلالات الجنسية المحتملة المرتبطة بكلمة فيكس أو فيك. في أمريكا اللاتينية، الاسم التجاري هو ببساطة فيك.

## قائمة منتجات
- بفس
- دايكويل (غالبًا ما يحتوي على عقار اسيتامينوفين، ديكسترومثورفن، فينيليفرين ودوكسيلامين)
- فيكس بيبيراب
- نايكويل (غالبا ما يحتوي على عقار اسيتامينوفين، ديكسترومثورفن ودوكسيلامين)
- فابو دروبس
- سينكس أوكسيميتازولين
- فيكس فورمولا 44 ديكستروميثورفن
- فيكس فابوكول
- فيكس فابوإنهيلر
- فيكس فابوكريم
- فيكس فابو باتش
- فيكس فابوراب
- فيكس فابوستيم
- زيكويل ديفينهيدرامين

## روابط خارجية
- موقع العلامة التجارية فيكس
- شركة فيك للكيماويات في موسوعة نورث كارولينا